# Luxoflux
Luxoflux Corp. foi uma desenvolvedora de jogos eletrônicos americana fundada por Peter Morawiec e Adrian Stephens em janeiro de 1997, com sede em Santa Monica, Califórnia.

## História
A luxoflux teve uma equipe de desenvolvimento relativamente pequena para seus primeiros títulos. Os dois fundadores foram acompanhados por Jeremy Engelman, David Goodrich e Edvard Toth, e lançaram seu primeiro título, Vigilante 8, com grande sucesso. O jogo foi portado para o Nintendo 64, e foi seguido pela sequência, Vigilante 8: 2nd Offense, em 1999.
Em outubro de 2002, a Activision anunciou que havia comprado a Luxoflux por um preço não revelado, que na época estava trabalhando em True Crime: Streets of LA. O estúdio lançou o jogo e sua sequência, True Crime: New York City, antes de trabalhar nos títulos licenciados Shrek 2, Kung Fu Panda e Transformers: Revenge of the Fallen.
Em 11 de fevereiro de 2010, a Activision anunciou que havia fechado a Luxoflux e a Underground Development como parte de uma ampla redução de pessoal.

## Jogos desenvolvidos
| Ano  | Jogos                               | Plataforma(s)                                    |
| ---- | ----------------------------------- | ------------------------------------------------ |
| 1998 | Vigilante 8                         | PlayStation, Nintendo 64                         |
| 1999 | Vigilante 8: 2nd Offense            | PlayStation, Nintendo 64, Dreamcast              |
| 2000 | Star Wars: Demolition               | PlayStation, Dreamcast                           |
| 2003 | True Crime: Streets of LA           | Microsoft Windows, GameCube, PlayStation 2, Xbox |
| 2004 | Shrek 2                             | Microsoft Windows, GameCube, PlayStation 2, Xbox |
| 2005 | True Crime: New York City           | Microsoft Windows, GameCube, PlayStation 2, Xbox |
| 2008 | Kung Fu Panda                       | PlayStation 3, Xbox 360                          |
| 2009 | Transformers: Revenge of the Fallen | PlayStation 3, Xbox 360                          |

Cancelado: King (2003)

## Isopod Labs
Os fundadores originais da Luxoflux acabaram fundando a Isopod Labs e anunciaram o Vigilante 8 Arcade, lançado no Xbox Live Arcade em novembro de 2008.

### Jogos
- Vigilante 8 Arcade
- Jimmie Johnson's Anything with an Engine
- Keep Off My Hill